# تيست درايف 6
تيست درايف 6 (بالإنجليزية: Test Drive 6)‏ ، هي لعبة إلكترونية من نوع سباق السيارات ، أنتجت عام 1999م ، وهي الجزء السادس من سلسلة تيست درايف الرئيسية.

## وصلات خارجية
- Pitbull Syndicate page
- Infogrames page
- Cryo Interactive page
- Mobygames: Test Drive 6